# Astrolábio náutico

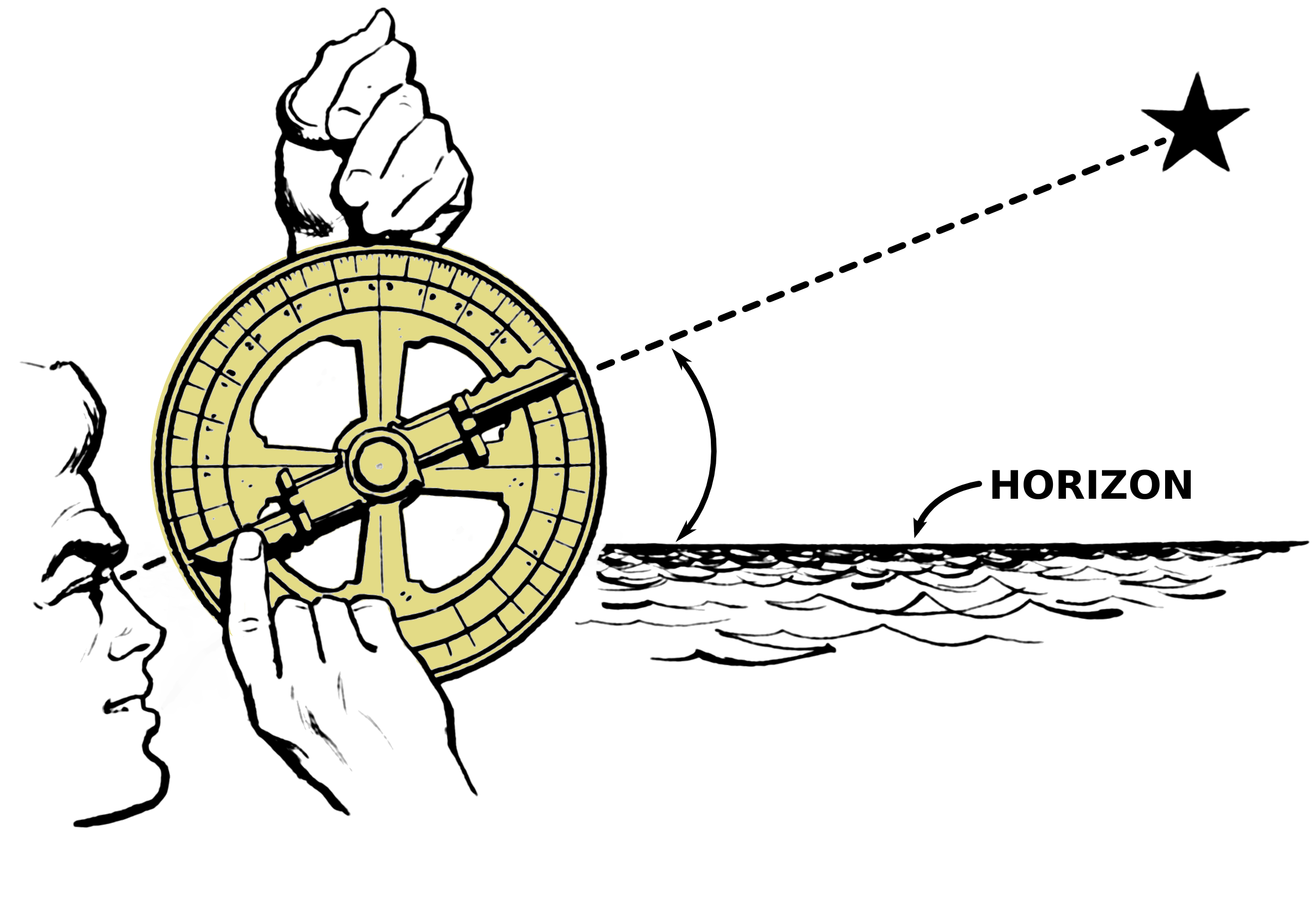
O astrolábio náutico era usado para medir a altura dos astros em alto mar

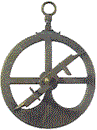
Aveiro - Museu da Marinha, Lisboa

O astrolábio náutico era um inclinómetro usado para determinar a latitude de uma embarcação no mar. Tal era possível, pois este dispositivo ao medir a altitude do sol ao meio-dia solar quando está no seu ponto mais alto, através da  declinação do sol que era conhecida através de tabelas, media a latitude do lugar. Também podia medir a altitude meridiana de uma estrela, cuja declinação fosse conhecida. O astrolábio náutico é uma adaptação feita por navegadores portugueses ao astrolábio planisférico. 

## Desenvolvimento

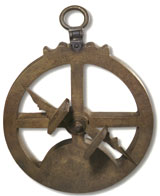
Museu da Marinha, Lisboa

Tal como o astrolábio planisférico, era usado para medir a altura dos astros acima do horizonte. O astrolábio é o resultado prático de várias teorias matemáticas, desenvolvidas por célebres estudiosos antigos como Euclides, Ptolomeu, Hiparco de Niceia e Hipácia de Alexandria. Todavia atribui-se a sua invenção a Hiparco, considerado por vezes o pai da astronomia e da trigonometria. Ptolomeu designa por astrolábio a esfera armilar, que os árabes combinaram com o globo celeste e aperfeiçoaram criando assim o astrolábio esférico. O astrolábio planisférico, é uma simplificação que resulta numa projeção estereográfica polar da esfera celeste sobre um plano. Os gregos já o conheciam mas foi através dos árabes, que o introduziram na Península Ibérica, que chegou à Europa. O astrolábio náutico foi assim uma simplificação do astrolábio planisférico e tinha apenas a possibilidade de medir a altura dos astros.

## Concepção
Com o desenvolvimento das técnicas de navegação durante a era dos Descobrimentos passou a conceber-se em liga de cobre, de modo a que o seu peso, cerca de dois quilos, o sujeitasse menos ao balanço do navio. O disco era parcialmente aberto para diminuir a resistência ao vento em alto mar. A forma definitiva do astrolábio náutico fixa-se assim numa roda, com dois diâmetros ortogonais no centro da qual gira uma mira habitualmente chamada alidade ou medeclina. Esta alidade dispõe de duas pínulas com orifícios que se alinhavam com o astro. Num dos extremos da medeclina, esta interceta uma escala de 0 a 90 graus gravada nos quadrantes superiores da roda.